# Marcio dos Santos Silva
Marcio dos Santos Silva (* 5. Februar 1969), auch bekannt als Mineiro, ist ein ehemaliger brasilianischer Fußballspieler.

## Karriere
Mineiro begann seine Karriere bei Joinville EC und spielte unter anderem auch bei EC Juventude, Athletico Paranaense, Ceará SC und São José EC. 1995 wechselte er zum portugiesischen Zweitligisten Vitória Setúbal. 1996 wurde er mit dem Verein Vizemeister der Segunda Divisão de Honra und stieg in die erste Liga auf. 1997 wechselte er zum japanischen Erstligisten Kyōto Purple Sanga. Von 1998 bis 1999 war er beim katarischen Erstligisten Al-Taawun unter Vertrag. Danach spielte er bei Joinville EC, Náutico Capibaribe und Mogi Mirim EC.